# Louis Michel Antoine Sahuc

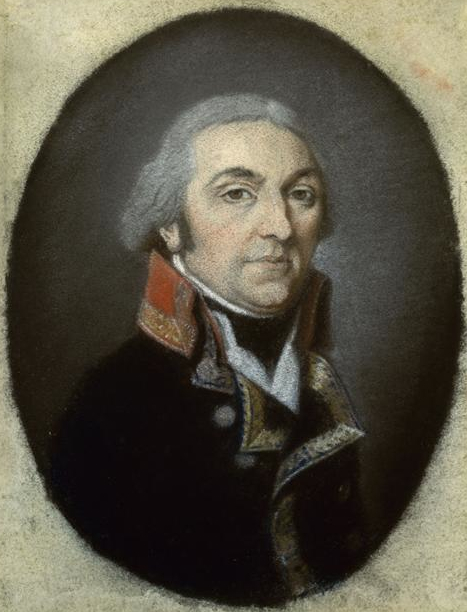
General Michel Antoine Sahuc

Louis Michel Antoine Sahuc (* 7. Januar 1755 in Mello, Département Oise; † 24. Oktober 1813 in Frankfurt am Main, Deutschland) war ein französischer General der Kavallerie und Politiker.

## Leben und Wirken
Mit 17 Jahren meldete sich Sahuc 1772 freiwillig zur Armee und trat in das Régiment Royal-Lorraine cavalerie ein. Zu Beginn der Revolution wechselte er im Offiziersrang zur Armée du Nord und kam fünf Jahre später im Rang eines Chef de brigade zur Armée de Sambre-et-Meuse.
Zu Beginn des zweiten Koalitionskrieges wurde Sahuc als général de brigade Mitglied im Stab von General Antoine Richepanse (1770–1802) und kämpfte unter dessen Befehl u. a. bei Stockach (3. Mai 1800) und Hohenlinden (3. Dezember 1800). Da Sahuc am 9. November 1799 Napoleon Bonaparte bei seinem Putsch unterstützt hatte, wurde er auf dessen Betreiben 1801 zum Mitglied des Tribunats berufen.
Im folgenden Kolaitioskrieg nahm Sahuc an den Kämpfen bei Haslach-Jungingen (11. Oktober 1805), Elchingen (14. Oktober 2805) und Austerlitz (2. Dezember 1805) teil.
Mit Wirkung zum 4. Januar 1806 wurde Sahuc durch Napoleon zum général de division befördert und er kämpfte u. a. bei Auerstedt (14. Oktober 1806) und bei Mohrungen (25. Januar 1807).
Im fünften Koalitionskrieg kämpfte Sahuc bei Sacile (16. April 1809), bei an der Piave (8. Mai 1809), bei Raab (14. Juni 1809) und bei Wagram (5./6. Juli 1809). Anschließend konnte Sahuc nach Paris zurückkehren und vertrat dort bis 1812 als Abgeordneter das Département Oise. Während dieser Zeit als Abgeordneter bewohnte er zusammen mit seiner Ehefrau Anne-Françoise, Tochter des Militärarztes Claude Antoine Lombard, sein Palais in Montmagny (Département Val-d’Oise).
Ab 1812 war Sahuc im Rang eines Generalinspekteurs zuständig für die militärische Versorgung der Grande Armée zwischen Rhein und Oder. Auf seiner zweiten Inspektionsrundreise erkrankte er in Frankfurt am Main an Typhus und starb wenige Tage später. Seine letzte Ruhestätte fand Sahuc auf dem Friedhof der Frankfurter Garnison.

## Ehrungen
- 1803 Ritter der Ehrenlegion
- 14. Juli 1804 Kommandeur der Ehrenlegion
- 24. Juni 1808 baron de l’Émpire
- Ordre royal et militaire de Saint-Louis
- Sein Name findet sich am nördlichen Pfeiler (7. Spalte) des Triumphbogens am Place Charles de Gaulle (Paris)